# 울산보호관찰소
울산보호관찰소(蔚山保護觀察所)는 법원으로부터 보호관찰을 조건으로 가석방된 사람들에 대하여 보호관찰을 실시하고, 사회봉사 및 수강명령 등을 통해 범죄예방 및 건전한 사회복귀를 지원하여 국민의 안전한 생활을 보호하기 위하여 설립된 대한민국 법무부 범죄예방정책국 소속기관이다. 울산보호관찰소장은 서기관으로 보한다
. 울산광역시 남구 화합로102길 3-12에 위치하고 있다.

## 연혁
- 1992년 11월 2일 부산보호관찰소울산지소 개청
- 2005년 8월 15일 울산보호관찰소로 승격

## 관할 구역
- 울산광역시 전역
- 경상남도 양산시